# Vakgemaal De Leyens
Vakgemaal De Leyens is een poldergemaal in het hart van de wijk Buytenwegh De Leyens van de Nederlandse gemeente Zoetermeer. Het houdt het water in een 'vak' van ongeveer 2250 ha op het gewenste peil. De bouw ervan vond plaats in 1977. Oorspronkelijk had het een capaciteit van 165 m³/min, geleverd door drie vijzels van 55 m³/min elk. In 1992 is de capaciteit vergroot door de middelste vijzel te vervangen door een pomp van 80 m³/min. Daarmee werd tevens het geluidsniveau verlaagd.
Het gemaal was een van de weinige locaties waar een passant de schroef van Archimedes in de praktijk in werking kon zien. Aan de westzijde is een peilschaal aanwezig, die niet alleen het waterpeil aan de lage kant van het gemaal aangeeft, maar bovenaan ook het NAP. Daarmee wordt de beschouwer geconfronteerd met het feit dat hij hier vele meters onder de zeespiegel verkeert. Buitenlandse bezoekers van de Floriade, die in 1992 in Zoetermeer werd georganiseerd, waren vaak verrast als ze merkten hoe diep Zoetermeer ligt.
In 2017 is het gemaal gerenoveerd. De open vijzels kregen een afdekking om het geluidsniveau van de vijzels te reduceren en het gemaal te laten voldoen aan de vigerende eisen ten aanzien van veiligheid. Ook de elektrotechnische installatie werd weer bij de tijd gebracht en werden een krooshekreiniger en een kroosbak geplaatst. Van de gelegenheid werd gebruik gemaakt om daarbij ook onderhoud aan het pompgebouw en de beschoeiingen te doen.

## Geschiedenis
De benaming De Leyens verwijst naar leie, een stuk land. In 1544 wordt het land tussen de Zwaardslootseweg, Leidsewallen en Meerpolderdijk in wat tegenwoordig Zoetermeer heet 'Die Leyens' genoemd. Het betekent iets als: de ongeregelde landjes. Tussen de Voorweg, de Leidsewallen en de Meerpolder lag sterk uitgeveend land, de veenplassen Buytenwegh en ’t Lange Land. Tussen 1767 en 1771 werd dit met behulp van vier molens drooggemalen. De molens sloegen het water uit op de Noord-Aasche Vliet, waarvandaan het via de Oude Rijn werd afgevoerd naar zee. Het gebied kreeg de naam Zoetermeerse of Nieuwe Drooggemaakte Polder.

## Functie
Het gemaal pompt water op van NAP -5,80 m tot NAP -4,00 meter. Voor de wijken Driemanspolder, Meerzicht, Buytenwegh en De Leyens wordt het overtollige water uitgeslagen. Daarbij komt dan ook het water uit de Drooggemaakte Grote Polder, ten westen van Zoetermeer, dat door de singels van de stad naar het gemaal stroomt. Het water stroomt via een breed kanaal, de Broekwegwetering, naar de Zoetermeerse Plas. Een  eind van de jaren zestig uitgegraven meer, 50 ha groot, ten zuiden van waterloop de Noord Aa. 
Het uitgegraven zand was nodig als ondergrond voor de aanleg van de woonwijken Buytenwegh De Leyens en Seghwaert. Sinds 2000 is het uitgebreid met de Noordhovense- en Benthuizerplas om het bergend vermogen te verdubbelen. Noodzakelijk als gevolg van de verdere groei van de stad. Alleen de Zoetermeerse plas is een diepe zandwinplas, met een diepte van 25 tot plaatselijk 30 m. De andere plassen zijn ontstaan d.m.v ontgraving en hebben diepte tot ca 3 m. De drie genoemde plassen hebben allen een gemiddeld peil van ca NAP -4 m. 
In deze plassen kan het water een tijdje worden vastgehouden, voordat de plas weer wordt leeggemalen door gemaal De Nieuwe Polder. Dat gemaal watert op zijn beurt uit op Rijnlands boezem, het boezemwater van het Hoogheemraadschap van Rijnland (NAP -0,60 m). Via Rijnlands boezem wordt het water uiteindelijk afgevoerd naar de Noordzee.
Zoetermeer heeft een gescheiden rioolstelsel. Regenwater dat op verharde oppervlakken valt wordt via het schoonwaterriool afgevoerd naar het oppervlaktewater. (Het afvalwater wordt via het vuilwaterriool afgevoerd naar de rioolwaterzuiveringsinstallatie.) Tijdens een regenbui komt er via het schoonwaterriool in een korte periode veel water in het oppervlaktewater terecht. Dit water moet snel geborgen kunnen worden. Daarvoor dient mede de Zoetermeerse Plas (anno 2008 zo'n 93 hectare). Het peil in de plassen is in evenwicht met de stijghoogte van het grondwater. Dit waterpeil moet gehandhaafd worden, omdat anders de kwel in de directe omgeving verandert en de kwel in de Zoetermeerse Plas toeneemt. Als het peil in de plassen te laag wordt, wordt er water uit de Noord Aasche Vliet ingelaten. Het peil in de plassen mag maximaal stijgen tot NAP -3,70 m.

## Foto's

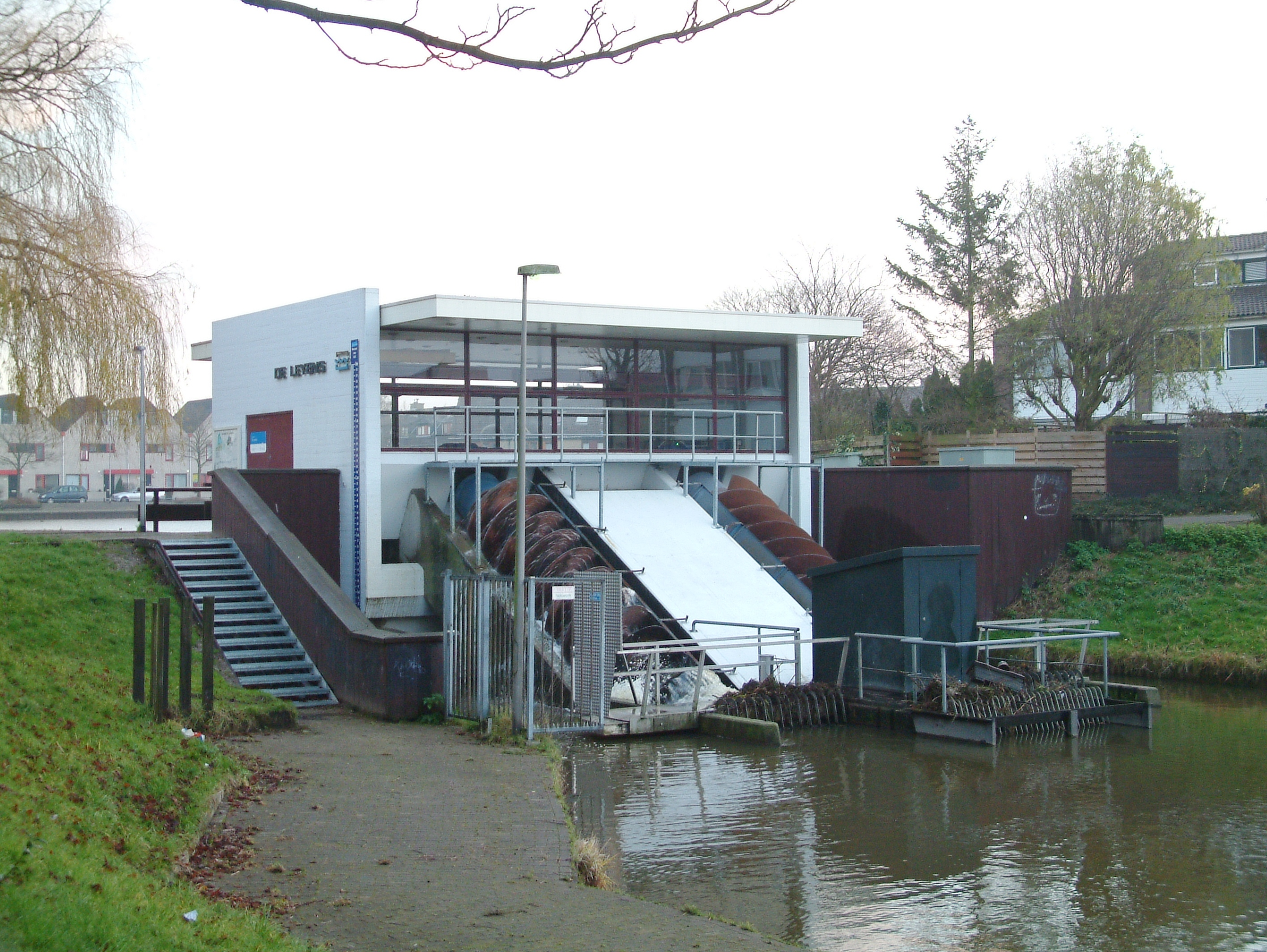
De lage kant van het gemaal
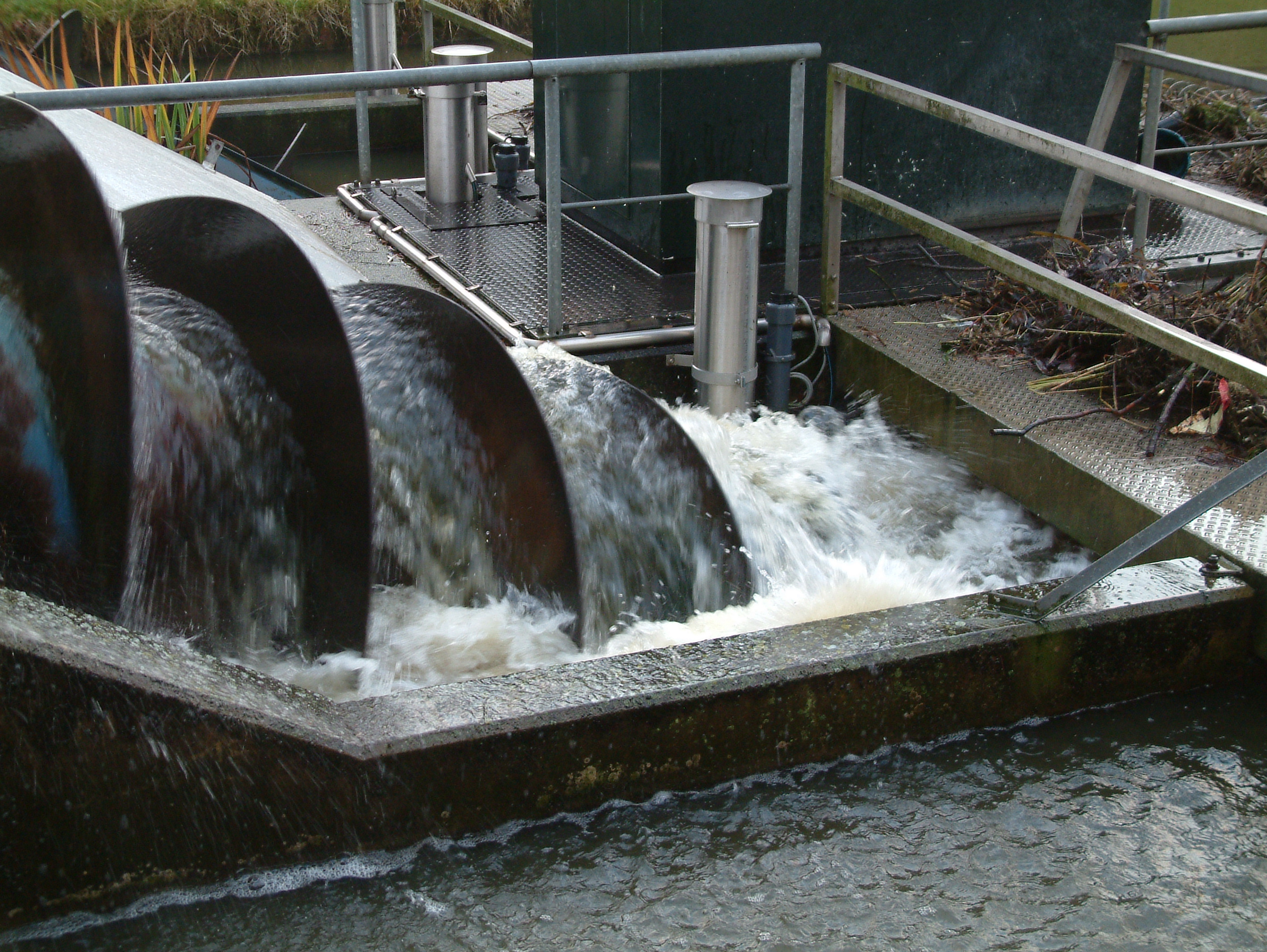
Draaiende vijzel van opzij
- Videobeeld van draaiende vijzel
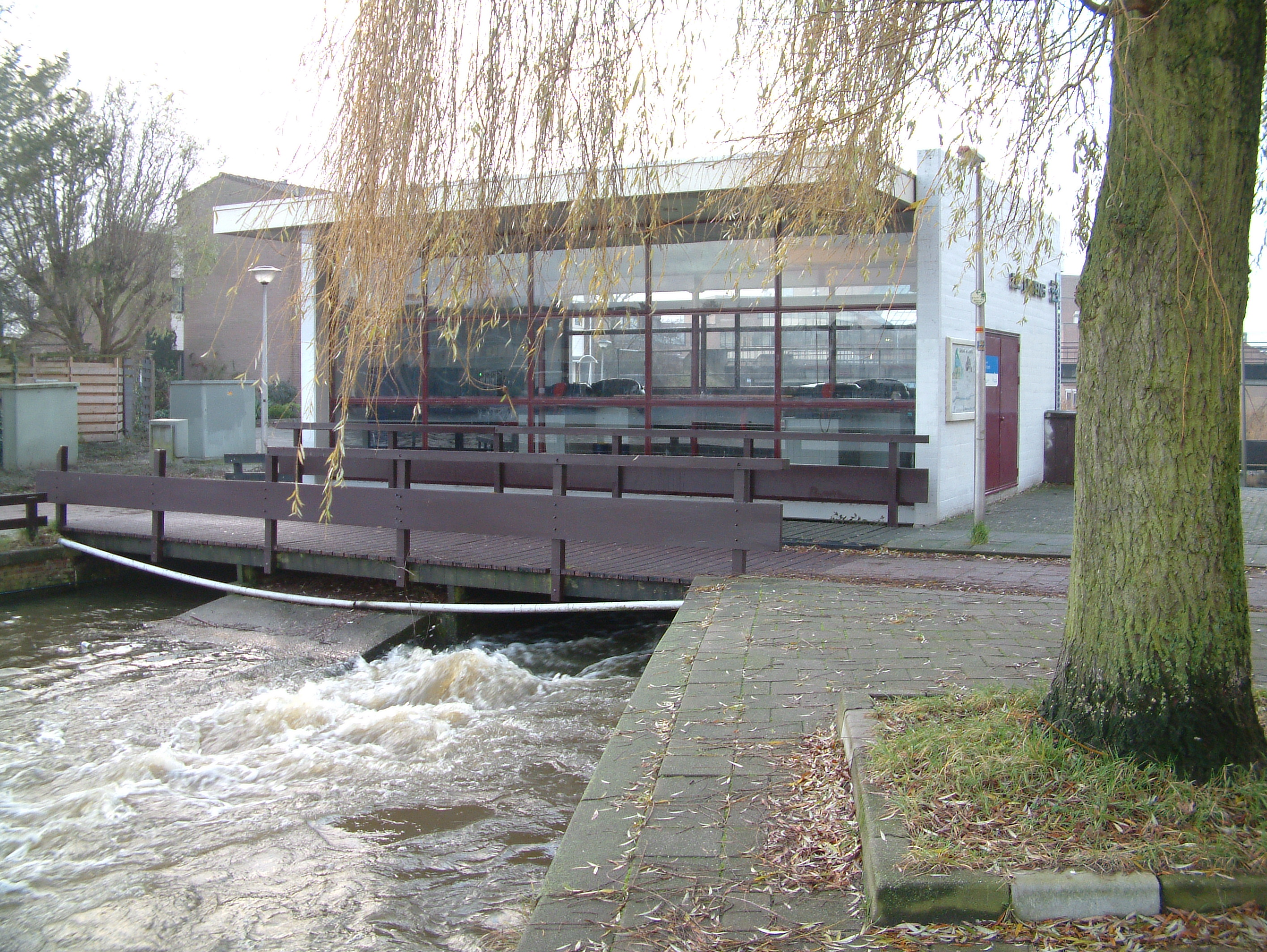
De hoge kant van het gemaal
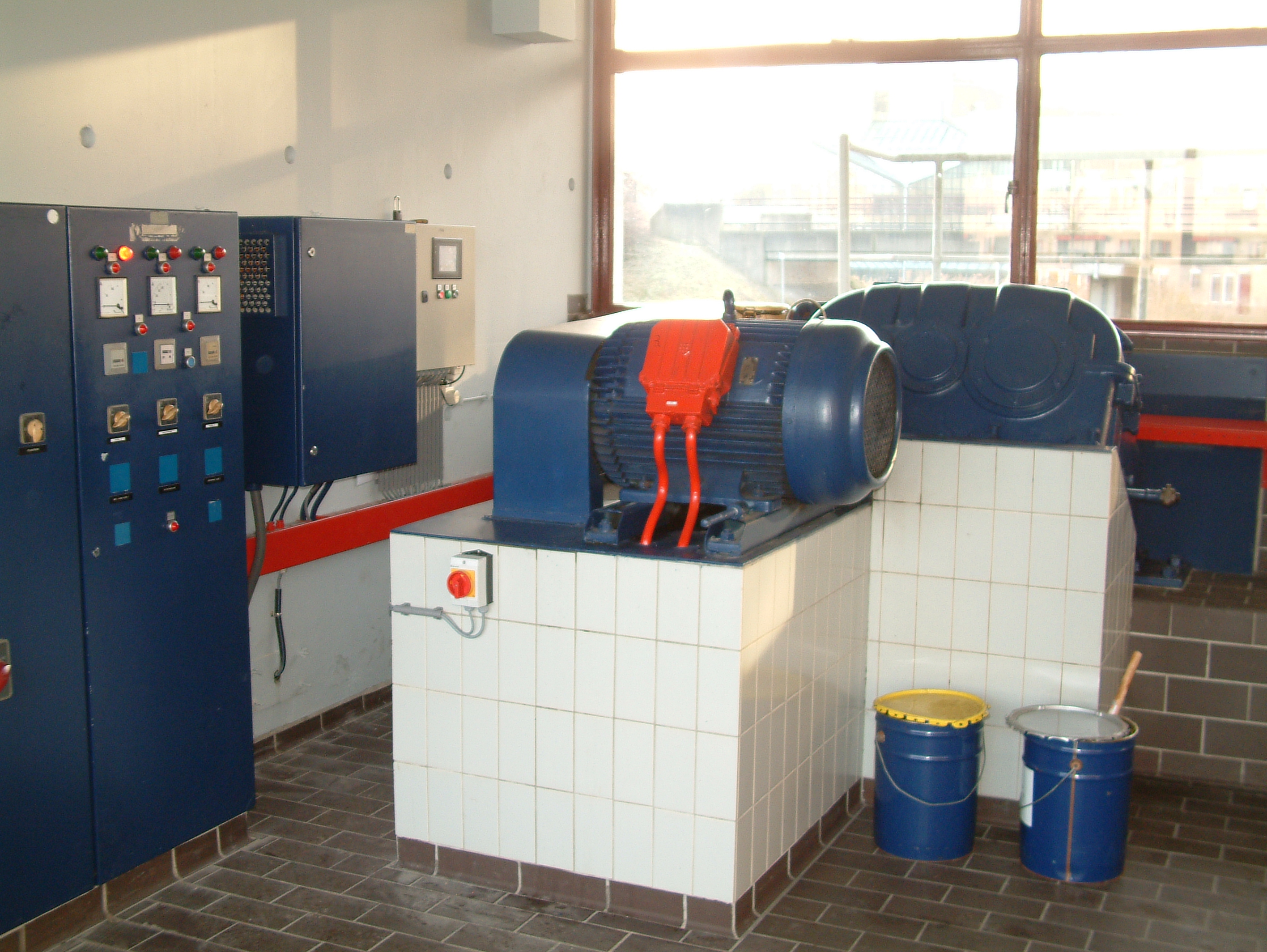
In het gebouw
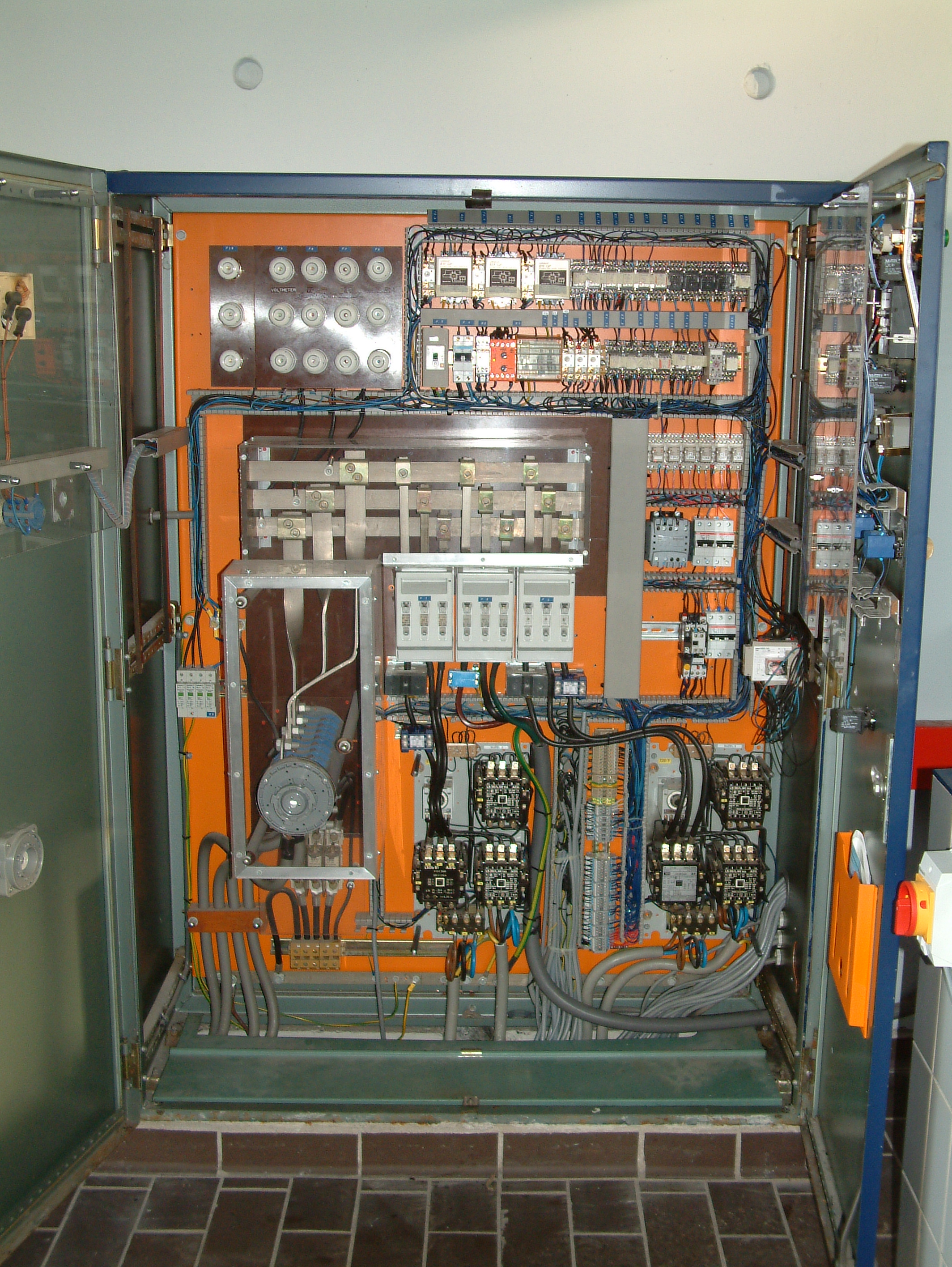
Meet- en regelinstallatie